# Nedenia
Nedenia é um gênero de traça pertencente à família Agonoxenidae.